# Ардијан Кљоси
Ардијан Кљоси (Тирана, 9. јул 1957—Тирана 26. април 2012) био је албански писац, преводилац и активиста. Дипломирао је албанску књижевност на Универзитету у Тирани 1981. године и докторирао немачку и компаративну књижевност на Универзитету у Инзбруку.

## Биографија
Рођен је 1957. године у Тирани, а његова породица води порекло из Малакастре. Његов отац био је Билбил Клоси министар правде у периоду од 1953. до 1966. године и секретар председништва Парламента Албаније од 1966 до 1973. године.
Године 1981. Ардијан је дипломирао албанску књижевност на Универзитету у Тирани. Докторирао је 1990. године. Живео је у Немачкој где се оженио фотографкињом Јутом Бензенберг, са којом је имао две кћерке. У Албанију се вратио 1998. године и ангажовао у новинарству и друштвеним активностима. По повратку из Немачке, од 1998. до 1999. године био генерални директор Албанске радио телевизије.
Последњих година живота био је веома активан у одбрани животне средине. Био је посебно активан против иницијативе Владе Албаније за рушење култне зграде у Тирани, у облику пирамиде.

## Рад
Дао је велики допринос у превођењу многих дела на албански језик. Преводио је дела аутора Макса Фриша, Марк Твена, Франца Кафке, Бертолта Брехта и многих других.
Добитник је више награда за преводе: Награду „Култ” добио је за најбољи превод нефиткивне књиге „Pelasgic Nights”, 2005. године. и Награду за најбољег преводиоца 2008. године, за превод научног дела о Скендербегу, Оливера Смита. Био је активан у новинарству и писао о политичким и друштвеним питањима, по чему је постао познат у Албанији.
Скупио је групу албанских интелектуалаца који су јавно изјавили да се не слажу са ставом да су Албанци потомци Илира. Такође је тврдио да Скендербег није био албанске националности, због чега је тражио исправке уџбеника, па је у Албанији од стране многих медија и политичара проглашен „издајником”.

## Смрт и реакције
Извршио је самоубиство 26. априлa 2012. године, а сахрањен је на гробљу Шара у Тирани.
Тадашњи председник Албаније Бамир Топи сматрао је губитак Кљосија изузетно великим, тврдивши да је он био незамењив и врло битан за албанско друштво. Тадашњи премијер Албаније Сали Бериша изјавио је да је смрт Кљосија велики губитак за цело албанско друштво, књижевни и политички свет. Социјалистичка партија Албаније сматра да је Кљоси био борац за слободу Албанаца и друштво, као и за очување албанске културе.